# 鑲邊石鮰
鑲邊石鮰（學名：Noturus insignis）為輻鰭魚綱鯰形目北美鯰科的其中一種，分布於美國東部、中部及加拿大的淡水流域，體長可達15公分，棲息在水質清澈、沙石混合的溪流。

## 擴展閱讀
維基物種上的相關：鑲邊石鮰